# Haras El-Hodood Sporting Club
L'Haras El-Hodood Sporting Club è una società calcistica di Alessandria d'Egitto, Egitto. Milita nell'Egyptian Premier League, la massima divisione del campionato nazionale.

## Palmarès

### Competizioni nazionali
- Coppa d'Egitto: 2

2009, 2010
- Supercoppa d'Egitto: 1

2009
- Seconda Divisione: 1

2017-2018 (gruppo C)

### Altri piazzamenti
- Campionato egiziano:

Terzo posto: 2004-2005
- Supercoppa d'Egitto:

Finalista: 2010

## Competizioni CAF
- Coppa della Confederazione CAF

2006: secondo turno
2008: quarti di finale
2009: quarti di finale
2010: fase a gruppi